# Ruta 41-CH
La ruta 41-CH, (conocida como D-41) es una ruta internacional que se encuentra en la zona norte Chico de Chile sobre la Región de Coquimbo. En su recorrido de 232,8 km une la ruta 5 Panamericana y las ciudades de La Serena y Coquimbo con Vicuña, Paihuano, el valle del Elqui y las ciudades argentinas de Rodeo y San Juan a través del Paso fronterizo Agua Negra a 4.780 m s. n. m., continuando en el país trasandino como RN 150.
Se encuentra pavimentada desde su inicio hasta el complejo fronterizo Juntas del Toro, aduana con todos los servicios controladores. Desde este punto hasta el paso fronterizo la ruta es de ripio (aproximadamente 65 km) y en algunos sectores es muy angosta (sobre todo al borde del Embalse La Laguna).
El rol asignado a esta ruta internacional fue ratificado por el decreto MOP Nº 127 del año 2009.

## Ciudades y localidades
Los accesos inmediatos a ciudades y localidades, y las áreas urbanas por las que pasa esta ruta de oeste a este son:

### Región de Coquimbo
Recorrido: 232 km (kilómetro 0 a 232). En el tramo urbano de La Serena la carretera se denomina: avenidas Amunátegui, Juan Cisternas, 18 de Septiembre, Colo Colo y calle Sargento Candelaria.
- Provincia de Elqui: La Serena (kilómetro 0-5), Ceres, Ruta D-251 (km 6), acceso a Bellavista (km 8), acceso a Alfalfares (km 9), acceso a Algarrobito (km 10 y 11), acceso a Altovalsol (km 13), acceso a El Rosario (km 15), acceso a El Rosario y Gabriela Mistral (km 18), acceso a Las Rojas (km 21), acceso a El Hinojal (km 23), acceso a Quebrada de Talca y Observatorio Cerro Mayu (km 25), acceso a El Arrayán y La Villa (km 27), acceso a Ruta D-305, La Calera y Pelicana (km 29), acceso a Marquesa (km 32), acceso a El Molle (km 34), acceso a El Almendral (km 40), acceso a Villa Puclaro (km 49), acceso a San Carlos (km 51), acceso a Gualliguaica (km 52), acceso a El Tambo (km 54 y 56), acceso a Vicuña (km 60 y 63), acceso a La Compañía, acceso a Peralillo y Villaseca (km 62 y 67), acceso a Hierro Viejo y Vicuña (km 63), acceso a San Isidro y Observatorio Cerro Mamalluca (km 63 y 65), acceso a El Arenal (km 66), acceso a Diaguitas (km 67 y 71), acceso a Andacollito (km 71), acceso a La Campana (km 72), acceso a El Algarrobal (km 75), Rivadavia (km 80), acceso a Paihuano (km 80), Varillar (km 84), acceso a Las Mercedes (km 86), acceso a Totoralillo (km 89), Chapilca (km 90),  Huanta (km 108), complejo fronterizo Juntas del Toro (km 150), ruinas de Nueva Elqui (km 156)

## Doble vía: Ruta Gabriela Mistral
Debido a los accidentes en la carretera, el Ministerio de Obras Públicas de Chile (MOP), ha proyectado hacer un proyecto en desarrollo de licitación y entregar a manos de privados, el mejoramiento y conservación de 58 km de vialidad interurbana, se trata de la concesión de la ruta. El proyecto inicia en la intersección de la Avenida Diagonal 18 de Septiembre con la Avenida Las Parcelas en el sector La Florida de La Serena, hasta el acceso a San Isidro (Acceso a Vicuña Oriente), que también incluye la construcción de doble calzada, 2 puentes bidireccionales en el acceso poniente a Vicuña.
La autopista tendría la denominación de "Ruta Gabriela Mistral" e incluirá la doble vía, más áreas de pesaje, un peaje Troncal ubicado entre el sector de Embalse Puclaro y Almendral, además de un segundo túnel en la cuesta del Embalse, un nuevo puente de acceso a Vicuña y un mejoramiento del by-pass por esta última ciudad.
Sin embargo, a casi una década de estos anuncios, no existe cambio alguno en la carretera, trasformándose en una verdadera "carrera de la muerte" por la gran cantidad y gravedad de los accidentes que allí ocurren. 

## Recorrido
| Ruta 5 - Vicuña                                          |                             |                             |                                                          |
| Salidas e infraestructura sentido poniente-oriente       | Distancia desde Ruta 5 (km) | Distancia desde Vicuña (km) | Salidas e infraestructura sentido oriente-poniente       |
| Desde Ruta 5 Inicio de carretera                         | 0 (kilómetro 0)             | 64 (kilómetro 0)            | Ruta 5 Término de carretera                              |
| La Serena Aeropuerto La Florida                          | 6 (km 6)                    | 58 (km 6)                   | La Serena Aeropuerto La Florida                          |
| La Serena, Altovalsol Ruta D-315                         | 13 (km 13)                  | 51 (km 13)                  | La Serena, Altovalsol Ruta D-315                         |
| La Serena, La Rojas Ruta D-215                           | 21 (km 21)                  | 43 (km 21)                  | La Serena, Las Rojas Ruta D-215                          |
| La Serena, La Villa Ruta D-425                           | 26 (km 26)                  | 38 (km 26)                  | La Serena, La Villa Ruta D-425                           |
| Puente El Arrayán                                        | 27 (km 27)                  | 37 (km 27)                  | Puente El Arrayán                                        |
| Vicuña, Cruce Pelicana - La Calera Ruta D-305 Ruta D-337 | 29 (km 29)                  | 35 (km 29)                  | Vicuña, Cruce Pelicana - La Calera Ruta D-305 Ruta D-337 |
| Vicuña, Marquesa Ruta D-215                              | 32 (km 32)                  | 32 (km 32)                  | Vicuña, Marquesa Ruta D-215                              |
| Viucña, El Molle Ruta D-319                              | 34 (km 34)                  | 30 (km 34)                  | Vicuña, El Molle Ruta D-319                              |
| Embalse Puclaro                                          | 44 (km 44)                  | 20 (km 44)                  | Embalse Puclaro                                          |
| Vicuña, Gualliguaica Ruta D-345                          | 52 (km 52)                  | 12 (km 52)                  | Vicuña, Gualliguaica Ruta D-345                          |
| Vicuña, El Tambo Ruta D-355                              | 54 (km 54)                  | 10 (km 54)                  | Vicuña, El Tambo Ruta D-355                              |
| Acceso Poniente Vicuña Ruta D-465                        | 60 (km 60)                  | 4 (km 60)                   | Acceso Poniente Vicuña Ruta D-465                        |
| Acceso Planta Capel - Peralillo Ruta D-357               | 62 (km 62)                  | 2 (km 62)                   | Acceso Planta Capel - Peralillo Ruta D-357               |
| Puente Ingeniero Alfonso Díaz Ossa                       | 63 (km 63)                  | 1 (km 63)                   | Puente Ingeniero Alfonso Díaz Ossa                       |
| Acceso Oriente Vicuña Chacabuco - Av. Las Delicias       | 64 (km 64)                  | 0 (km 64)                   | Acceso Oriente Vicuña Chacabuco - Av. Las Delicias       |